# شهرک نور (لردگان)
شهرک نور روستایی در ایران است که در دهستان سردشت واقع شده‌است. شهرک نور ۱۱۷ نفر جمعیت دارد.